# Restauración ecológica
La restauración ecológica, según la Sociedad Internacional para la Restauración Ecológica, consiste en «asistir a la recuperación de ecosistemas que han sido degradados, dañados o destruidos». El objetivo de la restauración ecológica es la conservación de la biodiversidad y reposición del capital natural, así como la restitución de los servicios ecosistémicos para su disfrute y aprovechamiento por parte de la sociedad. Se distingue de otras prácticas que persiguen objetivos afines en que sus actuaciones se orientan hacia un referente histórico, inciden sobre procesos ecosistémicos que regulan flujos de recursos limitantes, y se implementan de acuerdo con modelos de gestión adaptativa. Para que la restauración ecológica sea realmente ecológica debe realizarse desde una aproximación holística, que contemple conocimientos ecológicos científicamente contrastados, criterios socioeconómicos, contexto cultural en el que se realiza la intervención, e incluso, la emoción y la sensibilidad de cada uno de los pobladores y usuarios de los ecosistemas o paisajes a restaurar.

## Breve historia

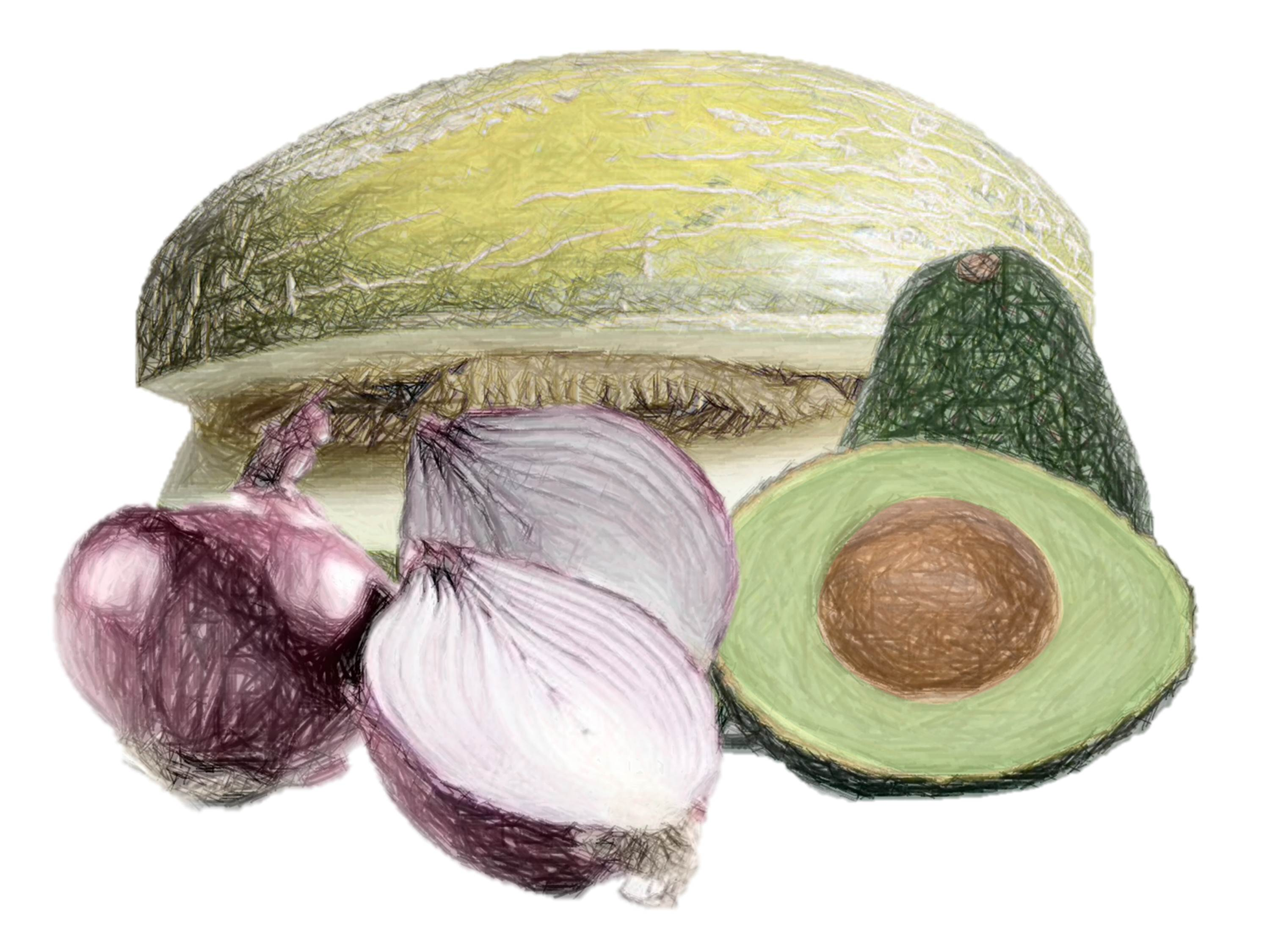
A lo largo de la historia, se ha intervenido en espacios degradados con distintas visiones. En el modelo aguacate, se pretende establecer una densa cubierta verde sobre el pétreo sustrato. En el modelo cebolla, se prima una 'capa' del ecosistema sobre las demás: el suelo, la cubierta arbórea, o las comunidades de aves. Finalmente, el melón representa la visión de la restauración ecológica que requiere un diagnóstico previo basado en pruebas o cala

La revolución neolítica, y en concreto el nacimiento de la agricultura, originó una nueva narrativa del universo, y con ella una nueva interpretación de nuestra relación como humanos con el entorno inmediato. Esa visión todavía prevalece, y por ello las correcciones de los impactos ambientales no deseados derivados de la actividad humana suelen apoyarse en siembras y plantaciones diseñadas en función de la fertilidad de la tierra y de la selección de las especies vegetales. A mediados del siglo XIX, la ciencia forestal se desarrolla a partir de las disciplinas agronómicas y cobra entidad propia. La restauración ecológica, sin embargo, no tiene sus orígenes ni en las aproximaciones agronómicas, ni en las forestales, sino que su visión sistémica es una de sus señas de identidad, adquirida en los albores de la ecología que nace como ciencia a finales del siglo XIX y comienzos del XX. Entre los pioneros de la restauración ecológica, el que fuera máximo responsable del Servicio Forestal de los Estados Unidos, Aldo Leopold, se aleja de la tradición forestal y sugiere nuevas formas de intervenir en el medio cuando discrimina en 1949 entre «plantar árboles y cultivarlos como si fueran repollos», frente a «tratar la tierra como un conjunto de partes interdependientes que interaccionan entre sí». Como ciencia, la ecología de la restauración emerge en sinergia con la biología de la conservación y la ecología del paisaje. El hito que marca el encuentro entre ecólogos interesados en el estudio de la recuperación de espacios degradados y técnicos de la restauración ecológica es la creación de la Sociedad para la Restauración Ecológica en 1978. Desde entonces, y especialmente desde el comienzo del siglo XXI, la restauración ecológica no sólo se ha enriquecido, sino que incluso se ha redefinido al incorporar conocimientos históricos, culturales, sociológicos, y económicos, adquiriendo una visión holística del tratamiento de los espacios degradados. En la actualidad, la restauración ecológica es una actividad profesional consolidada que se presenta a la sociedad como una de las principales herramientas para articular de manera sostenible y satisfactoria el hábitat y la actividad de los seres humanos.

## Método
La práctica de la restauración ecológica consiste en inducir una mínima perturbación (o secuencia de perturbaciones) en el espacio degradado con el fin de desencadenar un proceso espontáneo de reconfiguración del sistema en la dirección deseada. No existen recetas extrapolables. Es decir, lo que resulta exitoso en un enclave puede ser un clamoroso fracaso en otro lugar de características aparentemente semejantes. Es por ello que cada proyecto de restauración ecológica se inicia con un diagnóstico ecológico específico e individualizado. No existen, tampoco, técnicas específicas de restauración ecológica, y así la solución propuesta puede ir desde la reconfiguración del relieve hasta simplemente el esparcimiento de piedras, desde la plantación de ejemplares de especies arbóreas hasta la tala y destoconado de árboles adultos, desde la siembra a voleo al restablecimiento de las redes de aves dispersoras de frutos y semillas. Las conclusiones de cada diagnóstico permiten la aplicación de técnicas conocidas o el desarrollo de otras nuevas. En definitiva, el método de la restauración ecológica consiste en gestionar el margen de incertidumbre asociada al manejo de sistemas complejos y dinámicos apoyándose en tres principios fundamentales: el papel del pasado como motor de cambios presentes y futuros, el funcionamiento de los ecosistemas y paisajes a través de las escalas espaciotemporales, y nuestra capacidad como humanos de aprender de la respuesta de los sistemas complejos a manipulaciones experimentales. De esos principios derivan las tres prácticas que conforman el ejercicio de la restauración ecológica: la selección o construcción del referente histórico, el desbloqueo de procesos ecológicos, y la implementación del proyecto siguiendo un modelo de gestión adaptativa.
La reparación de los ecosistemas degradados es una tarea compleja que requiere de una inversión significativa de tiempo, recursos y conocimiento, comprensión de contextos sociales específicos y riesgos, participación adecuada de las partes interesadas y monitoreo adecuado para el manejo adaptativo. Las buenas prácticas de restauración requieren de varios pasos metodológicos, flexibles según el ecosistema que se quiera restaurar. Los Estándares reconocen que un diseño apropiado requiere:
1) Conocer y analizar el ecosistema a restaurar, tanto en su biodiversidad como en funcionamiento. Se sugiere involucrar a todas las partes interesadas en la restauración de un determinado sitio o ecosistema (sector académico, ciudadanos, sector gubernamental, ONGs, etc) para utilizar distintos tipos de conocimientos (cultural, académico, legal, etc.).
2) Analizar el nivel de degradación presente en la zona a restaurar.
3) Establecer el ecosistema de referencia (nativo) y verificar sus atributos para determinar las actividades a realizar, las variables o indicadores a medir para luego poder monitorear y estimar el grado de restauración logrado en el tiempo.
4) Pensar el potencial de restauración en el contexto al que se quiere llegar en cada caso, tratando de buscar el nivel más alto de recuperación. Revisar las posibilidades, como reformas o mejoras del ecosistema a restaurar.
5) Fijar objetivos y metas a alcanzar y proponer variables o indicadores a medir para estimar el éxito de la restauración o del aspecto a mejorar.
6) Una vez que haya determinado el nivel de degradación, el estado de riesgo ecológico y las necesidades de la biodiversidad, se podrá comenzar a identificar y priorizar las áreas de restauración
7) Calcule la importancia relativa que le otorgará al secuestro de carbono, la biodiversidad y el costo-efectividad en la priorización de las áreas de restauración.

### Referente histórico
El objetivo de la restauración ecológica no es volver al pasado. No es recuperar la situación original. Sencillamente porque volver al pasado es termodinámicamente imposible y toda degradación ambiental severa conlleva una pérdida neta irreversible. Sin embargo, lo sucedido en el pasado permanece, al menos parcialmente, codificado y almacenado en la estructura y funcionamiento de los ecosistemas y de los paisajes. Esa fracción de información remanente recibe el nombre de ‘memoria ecológica’. Parte de esta memoria puede persistir de forma latente, y expresarse o activarse en un futuro, y parte perdura en los procesos activos que se originaron en el pasado y se proyectan hacia el futuro.

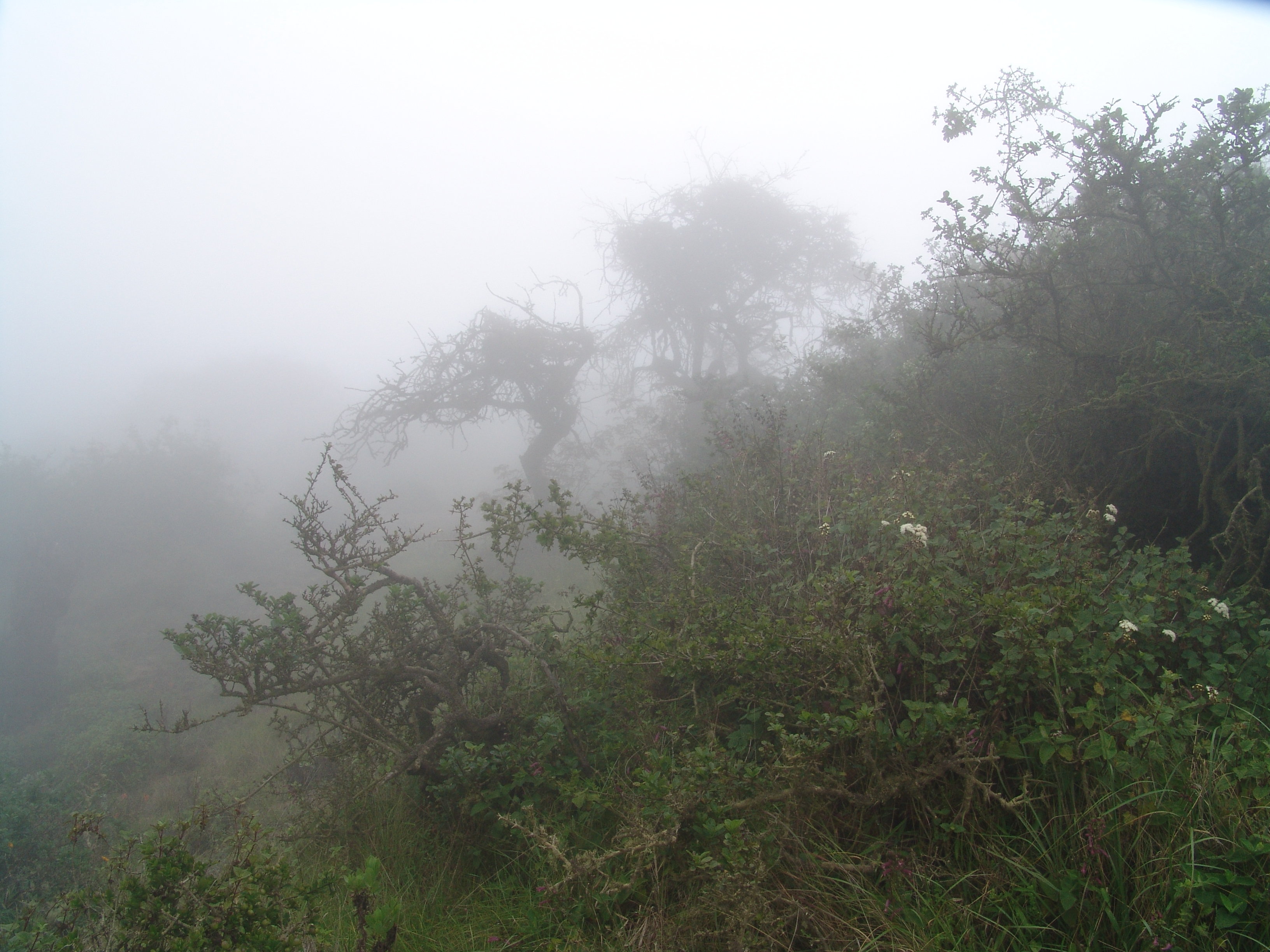
La memoria latente de los Incas en los oasis de nieblas del Desierto Pacífico Costero de Perú es esencial para la construcción del referente histórico que guíe su restauración ecológica.

La memoria ecológica se almacena en el clima, en el relieve, en el suelo, y en las comunidades de organismos, incluyendo a los seres humanos. Esta memoria es el componente histórico de la resiliencia de los ecosistemas. Desde esta perspectiva, la degradación supone una pérdida local de memoria y el objetivo de la restauración ecológica sería recuperar e inducir la expresión de esa memoria ecológica perdida con el fin de ofrecer soluciones coherentes y fundamentadas a problemas y demandas actuales. En la práctica, el restaurador ordena y reconstruye con los vestigios de memoria ecológica la secuencia de configuraciones que ha experimentado el espacio degradado a lo largo de su historia. Esa secuencia constituye lo que se conoce como «trayectoria ecológica» de los ecosistemas afectados. El restaurador debe, entonces, contrastar la trayectoria ecológica con la demanda social actual de los habitantes y agentes sociales relacionados con el espacio a restaurar. Finalmente de este contraste debe obtener la configuración diana, denominada ‘referente histórico’, cuyo interés radica en servir como guía para orientar el diseño y ejecución de las soluciones técnicas desde la fase de redacción hasta la de seguimiento del proyecto de restauración.

### Procesos ecológicos críticos
Los espacios severamente degradados no se recuperan espontáneamente. El restaurador ecológico interviene en estos medios desbloqueando procesos ecológicos críticos con la intención de que el sistema tras la actuación evolucione espontáneamente en la dirección deseada. Así, la estrategia del restaurador no es imponer una solución acabada, sino que se desarrolla siempre bajo la máxima: «deja que el sistema haga su trabajo». Máxima enunciada inicialmente en el contexto de la restauración ecológica de riberas como «deja que el río haga su trabajo». En este contexto, se entiende como proceso ecológico cualquier cambio -o conjunto de cambios- que tiene lugar en el seno del ecosistema. Estos cambios interaccionan con la estructura ecosistémica, es decir, con los elementos que forman la arquitectura actual del ecosistema, para generar las funciones de los ecosistemas. Los cambios que afectan a moléculas, están anidados en los que afectan a células, y estos a su vez en los cambios que afectan a tejidos, y así sucesivamente en órganos, individuos, comunidades, ecosistemas, paisajes, regiones, etc. De manera general, estos procesos, o conjuntos anidados de cambios, pueden agruparse en cuatro bloques: erosión y estabilidad del suelo, flujos y reparto del agua, retención y reciclado de nutrientes, y captura y transferencia de energía. Pero a efectos de diagnóstico ecológico resulta mucho más explícito agrupar los procesos en función de su papel en el ecosistema: flujos desencadenantes, de transferencia, de reserva, pulsos, pérdidas y ganancias. Este modelo facilita la ‘lectura’ del paisaje y la visualización de las causas de la degradación del espacio a restaurar.
Por ejemplo, la acumulación de hojarasca juega un papel importante en un proceso de restauración. Cantidades más altas de hojarasca mantienen niveles de humedad más altos, un factor clave para el establecimiento de plantas. El proceso de acumulación depende de factores como el viento y la composición de especies del bosque. La hojarasca que se encuentra en los bosques primarios es más abundante, más profunda y contiene más humedad que en los bosques secundarios. A su vez, el nivel de acumulación de hojarasca es un factor que influye en el tipo de fauna presente en el suelo. Es importante tener en cuenta estas consideraciones técnicas al planificar un proyecto de restauración.

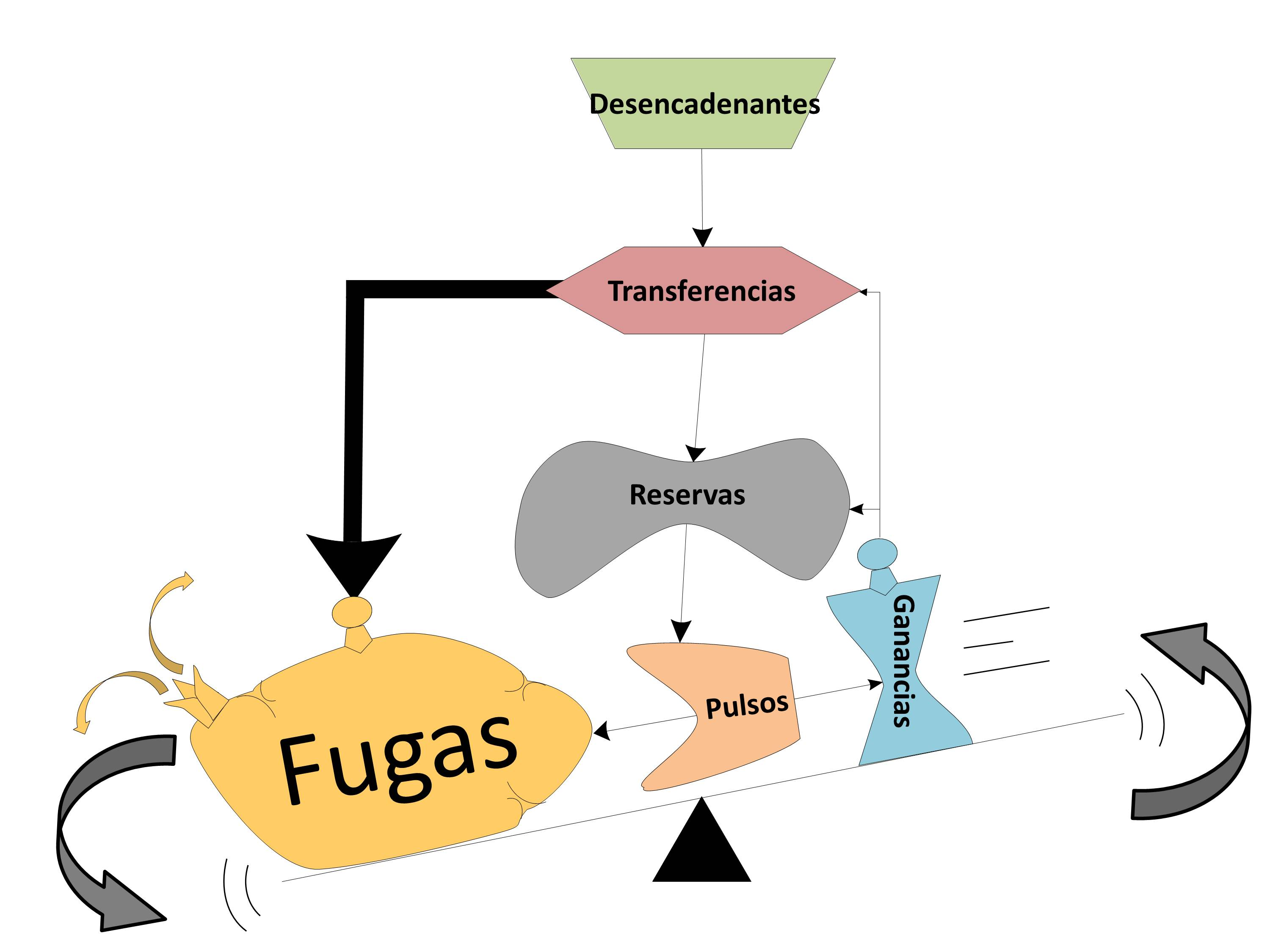
El uso de metáforas, como la de 'fugas', en el modelo que articula los procesos en función de su papel en el ecosistema permite visualizar de forma gráfica los desequilibrios de un espacio degradado.

En la visión de la restauración ecológica, la idea de que desbloqueando un proceso ecológico crítico se dispara una secuencia de cambios espontáneos, se apoya en la concepción de los procesos ecológicos como parte de un sistema integrado y jerárquico, en el que los niveles que ocupan una mayor extensión espacial son también los que se reconfiguran más lentamente. Es por ello que las posibilidades de que un proyecto concreto de restauración genere un sistema más resiliente son mayores cuando se interviene sobre procesos que vinculan funciones ecosistémicas a través de diferentes escalas espaciotemporales. Por este motivo, se recomienda que antes de diseñar la intervención a escala local, se analicen y contemplen los procesos ecológicos críticos siguiendo una aproximación tipo zoom desde las escalas más gruesas hacia las más finas o detalle.
Finalmente, es esencial comprender que la restauración ecológica de un espacio degradado concreto no dispara una secuencia lineal, en la que se suceden las etapas de una forma direccional, única y por tanto predecible. El papel del restaurador no se limita a acelerar o catalizar una secuencia predefinida, sino que en su mano está el orientar la evolución del sistema hacia una configuración o estado seleccionado entre los varios posibles en el contexto de la metaestabilidad ecológica.

### Gestión adaptativa
Los proyectos de restauración ecológica se vertebran desde la perspectiva de la gestión adaptativa para afrontar el reto de trabajar con sistemas complejos cuyos grados de libertad superan nuestra capacidad para predecir con precisión su comportamiento. La gestión adaptativa es un proceso iterativo, de toma de decisiones, orientado a gestionar la incertidumbre asociada a la evolución temporal del espacio restaurado. Desde esta visión, el proyecto no se articula en función de entregables o de certificaciones de tareas ejecutadas, sino en fases, cada una de las cuales culmina con un punto de toma de decisiones acerca de cómo debe afrontarse la siguiente fase descrita en proyecto. La toma de decisiones se fundamenta en la medida de indicadores específicos que informan sobre el funcionamiento del espacio a restaurar. Utilizando un símil médico, se trata de evaluar cómo evoluciona la «salud» del sistema mediante pruebas específicas, como la evolución de la emisión de sedimentos, del contenido en materia orgánica del suelo, de metales pesados en los lixiviados, o de la composición de las comunidades vegetales, entre otras muchas posibilidades a seleccionar para cada caso. Esta toma de decisiones al finalizar cada fase se apoya en el proyecto de restauración ecológica que debe anticipar las posibles respuestas, modelos o escenarios que describen la evolución esperada del sistema. Es evidente que, según la magnitud de los objetivos planteados y el grado de exigencia del cliente, puede afrontarse la incertidumbre con distintos grados de ambición dentro del esquema de gestión adaptativa. El reto consiste en encontrar el balance entre adquirir nuevo conocimiento y acortar el tiempo de ejecución. Este compromiso entre calidad y plazos genera un rango de aproximaciones que abarca desde la gestión adaptativa pasiva basada en un único modelo, hasta la gestión adaptativa activa basada en una aproximación experimental:

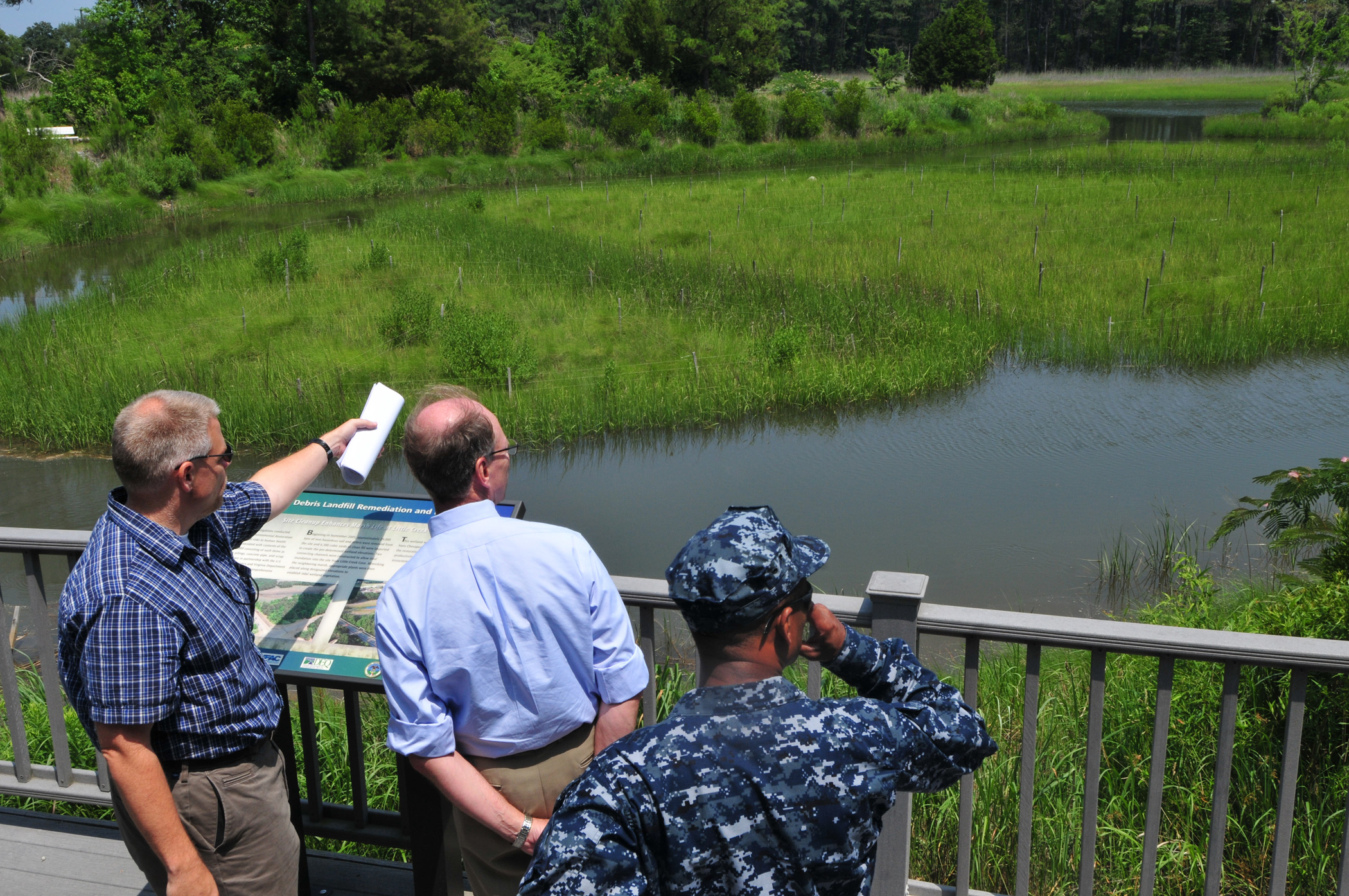
Restauración de un humedal en terrenos militares (Virginia Beach, Virginia, 15 de junio de 2010), con la construcción de un observatorio de la fauna silvestre.

1. Gestión adaptativa pasiva. De forma general, la gestión pasiva, es la más económica y la que puede ejecutarse en un menor tiempo. Sin embargo, es la que encierra un mayor riesgo en cuanto al éxito en la consecución de objetivos y en cuanto a imprevistos posteriores a la fecha de entrega de la obra acabada. En el caso de la gestión pasiva, la caracterización del funcionamiento del sistema no es un objetivo del proyecto. En este esquema, se pretende restituir el capital natural o los servicios ecosistémicos, registrando durante el seguimiento las incidencias inesperadas, e integrándolas durante la ejecución del proyecto de restauración como correcciones sobrevenidas que condicionan la toma de decisiones al concluir cada una de las fases. Se trata de una aproximación semejante a la conocida como «ensayo-error», en la que las disconformidades se analizan y sus causas se integran en lo que se ha denominado un «ciclo de aprendizaje estratégico o continuo». Únicamente, se diferencia del ensayo-error en que, el esquema adaptativo, ― tanto el pasivo como el activo―, se apoya en el contraste de las hipótesis que se recogen en el modelo de evolución del sistema restaurado, definido previamente en el proyecto de restauración. Otra diferencia es que lo aprendido se incorpora durante la ejecución del propio proyecto y no se reserva para proyectos futuros.
2. Gestión adaptativa activa. La gestión activa es la de mayor exigencia en cuanto a la gestión de la incertidumbre. Lo que caracteriza la aproximación activa es que el aprendizaje sobre le eficacia y eficiencia de las medidas de restauración es en sí mismo un objetivo explícito del proyecto. Esto tiene importantes consecuencias en la estructura y duración del proyecto:
  - El proyecto incluye objetivos que se implementan en obra como diseños experimentales en los que se contrastan hipótesis, se obtienen datos sobre el funcionamiento del sistema, que se testan estadísticamente, se interpretan y discuten con el fin de alcanzar sólidas conclusiones sobre las que fundamentar las decisiones en cada fase.
  - Más allá de la zonificación del área a restaurar en función de las distintas medidas para cada espacio singular, los proyectos que adoptan un esquema de gestión adaptativa activa definen dentro de una o varias de estas zonas un reducido número áreas experimentales. Cada una de estas áreas se denomina área o unidad de gestión adaptativa (AGA) y en su interior se establecen parcelas a modo de réplicas en las que se ensayan las intervenciones propuestas.

Es recomendable que el desarrollo del proyecto de restauración ecológica, estructurado siguiendo el esquema de la gestión adaptativa, incorpore desde un principio la participación de los agentes sociales afectados o interesados. Esta valiosa contribución puede conducir a la identificación de nuevas fuentes de incertidumbre, a la articulación y visualización de configuraciones alternativas del mosaico de ecosistemas, e incluso a una mejor definición de los objetivos del proyecto.

## Diferencias con otras prácticas afines

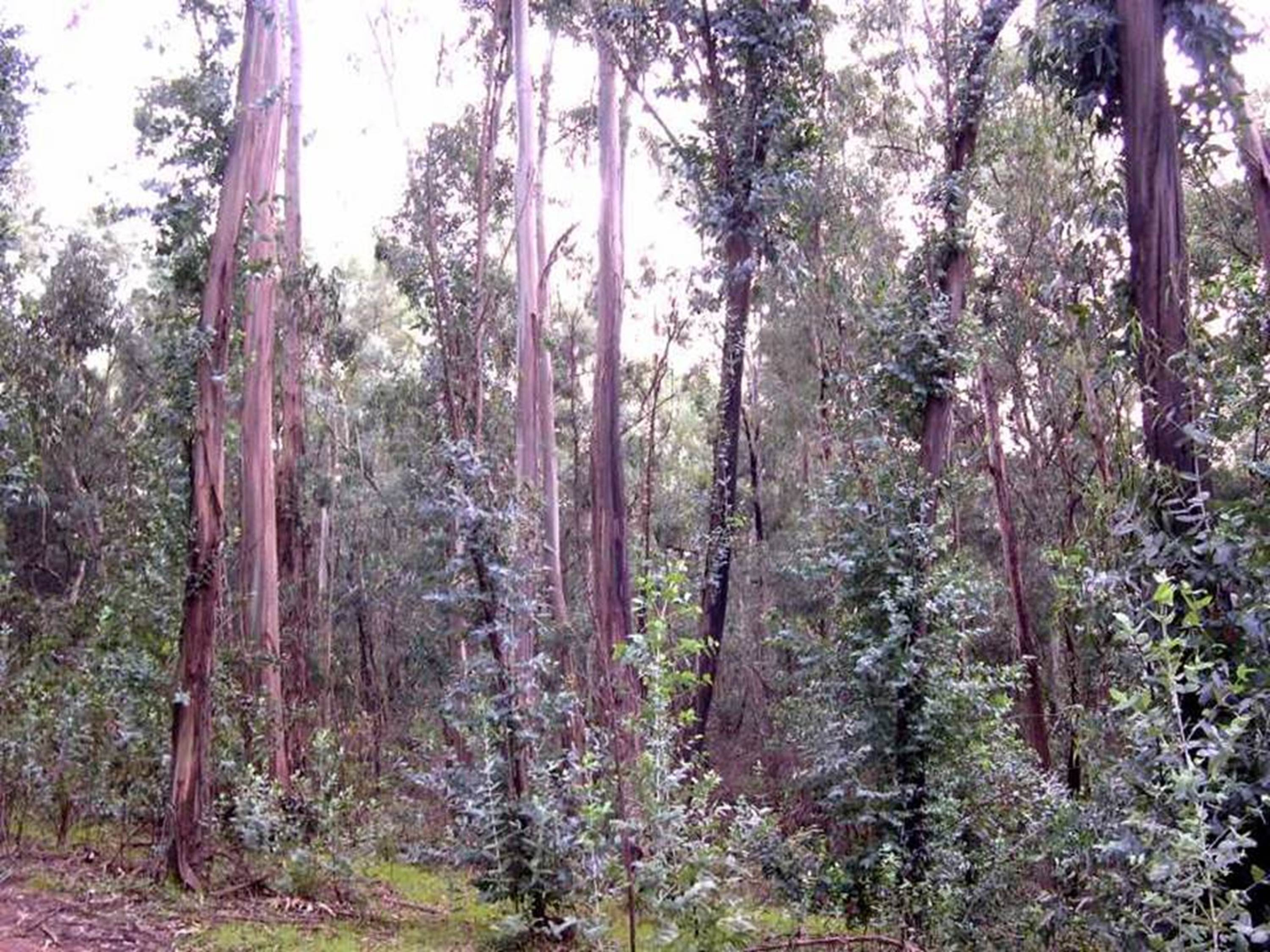
La tala, destoconado, troceado y quema de arbolado pueden ser técnicas de restauración ecológica. En el parque nacional de Doñana (España), estas técnicas fueron empleadas para recuperar las marismas que habían sido desecadas cuarenta años antes mediante la plantación de eucaliptos.

Las prácticas que más se aproximan al ejercicio de la restauración ecológica son las que se desarrollan en consultoras e ingenierías ambientales, estudios de paisajismo, empresas de bioingeniería, de jardinería, o viveristas orientadas a la producción, siembra y plantación de especies autóctonas o forestales.
- La diferencia con las prácticas habituales en consultoras e ingenierías ambientales reside en que cada espacio degradado requiere un diagnóstico previo y holístico (que integre lo científico, lo socioeconómico, lo cultural y lo subjetivo). Las prácticas convencionales no se apoyan en un diagnóstico ecológico de las afecciones de la estructura y funcionamiento de los espacios degradados a nivel sistémico, sino que consisten en la aplicación de soluciones basadas en una batería de «recetas universales». Además, la restauración ecológica se aleja de la ingeniería ambiental en que su planteamiento no es finalista. Es decir, no se limita a atender demandas inmediatas de los usuarios, sino que requiere que sus proyectos se fundamenten en un referente histórico, definido por la memoria ecológica del espacio a restaurar.
- La restauración ecológica se diferencia de la bioingeniería en que esta última cifra el valor diferencial de sus actuaciones en la utilización de determinadas técnicas específicas. Sin embargo, los profesionales de la restauración ecológica son perfectamente conscientes de que lo que diferencia sus actuaciones no son las técnicas empleadas, sino el efecto sobre los procesos ecológicos que persiguen con su intervención.
- La restauración ecológica se aleja diametralmente de las prácticas de reforestación, jardinería o viverismo que limitan sus actuaciones sobre el ecosistema al componente vegetal del mismo, subordinando, o simplemente ignorando, el resto de los elementos que lo integran. La restauración ecológica ofrece soluciones sistémicas.
- Finalmente, la restauración ecológica se aleja de la práctica de los paisajistas en que si bien la restauración puede incorporar el arte ―especialmente land-art― como vehículo de expresión y comunicación, su reto se encuentra en la reconstrucción de la estructura y funcionamiento de los ecosistemas. Es por ello, que la restauración ecológica ofrece la restitución de un amplio abanico de servicios ecosistémicos, dado que no se centra en el componente estético o emotivo.